# حباك مخطط
الحباك المخطط او نساج مخطط (الاسم العلمي: Ploceus manyar) نوع من الطيور الصغيرة من فصيلة الحباك، متوطن في بنغلاديش، بوتان، كمبوديا، الصين، مصر، الهند، إندونيسيا، بورما، نيبال، باكستان، سنغافورة، سريلانكا، تايلاند وفيتنام.

## اقرأ كذلك
- قائمة طيور مصر
- قائمة طيور الشرق الأوسط